# بايرون (أوكلاهوما)
بايرون (بالإنجليزية: Byron, Oklahoma)‏ هي بلدة أمريكية تقع في الولايات المتحدة في مقاطعة الفالفا، أوكلاهوما. يقدر عدد سكانها بـ 35 نسمة ومساحتها 0.6 كم2 وترتفع عن سطح البحر 364 متر.